# Jezierzany (województwo zachodniopomorskie)
Jezierzany (niem.: Neuenhagen, Amt) – wieś w Polsce położona w województwie zachodniopomorskim, w powiecie sławieńskim, w gminie Postomino, nad jeziorem Wicko. Wieś jest siedzibą sołectwa Jezierzany, w którego skład wchodzi również miejscowość Wicko Morskie. 
W latach 1975–1998 miejscowość administracyjnie należała do województwa słupskiego.

## Zabytki
- klasycystyczny dwór, parterowy, nakryty mansardowym dachem, narożne boniowania i facjatki o półowalnych naczółkach[4].

Inne miejscowości o nazwie Jezierzany: Jezierzany